# 皮埃爾·賈科莫·卡斯蒂廖尼
皮埃爾·賈科莫·卡斯蒂廖尼（義大利語：Pier Giacomo Castiglioni，1913年4月22日—1968年11月27日），是一位知名的意大利設計師。

## 生平
出生於米兰。他的設計風格相當有個人特色，作品領域包括有建築、家具設計，生活用品設計，交通產品設計和室內設計等，相當廣泛。

## 展览
- MOMA, Museum of Modern Art, New York
- Royal Institute of British Architects, London
- Musée des arts décoratifs, Paris
- Galerie Christofle, Paris
- Palais du Centenaire, Bruxelles
- Museo di arte moderna, San Paolo
- I Esposición de diseño industrial, Buenos Aires, 1963

## 外部連結
- 卡斯蒂廖尼 （页面存档备份，存于）